# Centrelus falcatus
Centrelus falcatus är en mångfotingart som beskrevs av Cook 1911. Centrelus falcatus ingår i släktet Centrelus och familjen Atopetholidae. Inga underarter finns listade i Catalogue of Life.